# About Elly
A propósito de Elly (en persa: درباره الی‎, translit. Dar bāre-ye Elly, en inglés: About Elly) es una película iraní dirigida por Asghar Farhadí y estrenada en 2009.
Fue seleccionada por Irán como candidata a los premios Óscar de 2010 en la categoría de mejor película de habla no inglesa y logró el Oso de Plata al mejor director en el Festival de Berlín 2009.

## Sinopsis
Ahmad, un iraní que vive en Alemania desde hace años, regresa de vacaciones a su país natal. Sus amigos de la Universidad celebran su llegada con una excursión de tres días en el mar Caspio. Su amiga Sepideh, que sabe que acaba de divorciarse de una alemana, invita a Elly, la maestra de su hija. Al día siguiente, Elly desaparece sin dejar rastro, y todos culpan a Sepideh por haberla invitado. Poco a poco, la verdad sobre Elly acaba por salir a la luz.

## Premios
- 2009: Festival de Berlín: Oso de plata al mejor director
- 2009: Festival de Tribeca: Mejor película[5]
- 2009: Asia Pacific Screen Awards: Gran premio del Jurado al mejor guion[6]